# Khting voar
Khting voar, du khmer signifiant « buffle mangeur de serpent », désigne l'animal mythique, aussi appelé linh duong au Viêt Nam, dont la corne et les excréments servent encore de talisman contre les morsures de serpents et sont vendus comme trophées alors qu'aucun exemplaire vivant n'a encore jamais été croisé ni aucun squelette retrouvé.

## Historique
En 1993, deux naturalistes allemands, Wolfgang Peter et Alfred Feiler, confrontés à ses cornes donnèrent à l'espèce l'appellation de Pseudonovibos spiralis.
En 1996, l'UICN l'inscrit à sa liste des espèces menacées EN (en danger).
En 1999, un zoologiste, Arnoult Seveau, recherche en vain un exemplaire de cette espèce. Toutes les cornes connues semblent, après analyse ADN du crâne auquel elles sont censées appartenir et l'étude microscopique de lamelles, être le fruit de la transformation artisanale de cornes de buffles domestiques, après bain de ramollissage, travail au feu et mise en forme sur étaux, gravure puis ponçage,.